# Demetrios I Poliorketes

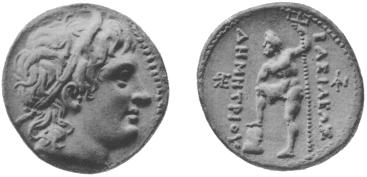
Mynt med Demitrios Poliorketes

Demetrios I Poliorketes, född 337 f.Kr., död 283 f.Kr., var kung av Makedonien 294 – 288 f.Kr.

## Biografi
Han var son till Antigonos I Monofthalmos.  Demetrios var, intill faderns död 301 f.Kr. dennes främste medhjälpare i kampen om att åter ena Alexanders forna välde.
Vid 22 års ålder försvarade han Syrien mot Ptolemaios son Lagus. Han besegrades i slaget vid Gaza, men reparerade delvis sin förlust genom en seger i närheten av Myus. Våren 310 f.Kr., besegrades han när han försökte fördriva Seleukos I Nicator från Babylon, och hans far besegrades under hösten samma år. Som ett resultat av detta babyloniska krig förlorade Antigonos nästan två tredjedelar av sitt imperium.
Demetrios hävdade länge sin ställning i Grekland, framför allt med stöd av sin sjömakt. Efter att ha blivit fördriven från Makedonien togs han till fånga av Seleukos I i Mindre Asien (ungefär nuvarande Turkiet) och dog i fångenskap. Hans ättlingar behöll den makedoniska tronen tills tiden för Perseus, då Makedonien erövrades av romarna år 168 f.Kr.
Tillnamnet Poliorketes erhöll han efter en belägring av Rhodos 305 – 304 f.Kr., vid vilken han använde för sin tid uppseendeväckande belägringsmaskiner.